# Air-Conditioning Show
Air-Conditioning Show (o Aire Show) (en español: Espectáculo del aire acondicionado) es una instalación artística de arte contemporáneo realizada por Art & Language, un colectivo de artistas conceptuales anglosajón, contiene un climatizador encendido, instalado en un espacio muséal con dimensiones y temperatura variable, produciendo un cierto volumen de aire condicionado.

## Histórico
Este colectivo creado en 1968 ha producido durante muchos años numerosos textos sobre diferentes soportes, textos en generales críticos o auto-réflexivo. Están al origen de la publicación de la revista Art-Language. Esta instalación artística titulada Air-Conditioning Show (o Air Show) está presentada por primera vez en 1966-1967 en forma de un proyecto cuyos textos y croquis correspondiente están distribuidos por los artistas. Después, fue objeto de  una serie de exposiciones, acompañadas de estos mismos documentos. Esta instalación artística está acompañada por textos de estudios (Study for the  Air-Conditioning Show), de detalles técnicos sobre el material utilizado (Three Vocabularies for the Aire Show), y de notas  generales (Remarks on Air-Conditioning y Frameworks-Air Conditioning).

## Análisis
El objetivo de la instalación es de designar un nuevo objeto, más o menos inhabituel, como obra de arte, y sobre todo de cuestionar nuestras certidumbres más establecidas sobre la naturaleza del arte y su relación con su contexto, tan discursivo que institucional. Pone de relieve el contexto y el ambiente de la institución, es decir el grupo de objetos dispar en un lugar elegido, Air-Conditioning Show (o Air Show)  no expone nada sino el espacio  él mismo y, en este caso, el sistema de regulación térmica del museo.
| Título                             | Localización                                                                    | Ciudad     | País    | Técnico               | Año  |   | Illus. |
| ---------------------------------- | ------------------------------------------------------------------------------- | ---------- | ------- | --------------------- | ---- | - | ------ |
| Air Show (o Air-Conditioning Show) | Castillo de Montsoreau - museo de Arte contemporáneo Colección Philippe Méaille | Montsoreau | Francia | Instalación artística | 1967 | 1 |        |